# 11813 Ingorichter
11813 Ingorichter eller 1981 EQ23 är en asteroid i huvudbältet som upptäcktes den 3 mars 1981 av den amerikanska astronomen Schelte J. Bus vid Siding Spring-observatoriet. Den är uppkallad efter Ingo Richter.
Asteroiden har en diameter på ungefär 10 kilometer och den tillhör asteroidgruppen Nocturna.